# イオンタウン木更津朝日
イオンタウン木更津朝日（イオンタウンきさらづあさひ）は、千葉県木更津市朝日にあるイオンタウン株式会社が管理・運営するショッピングセンターである。旧称は木更津グリーンシティショッピングセンター。

## 概要
2012年（平成24年）4月1日にイオングループのイオンタウンに吸収合併されて「イオンタウン木更津朝日」に改称した。
核店舗はイオン木更津店であったが、2014年（平成26年）にイオンモール木更津へ移転し、跡地にはカスミが出店した。
木更津駅からやや離れた旧国道16号に面する、郊外型のショッピングセンターである。建物は鉄骨造り2階建てで、店舗周辺と屋上に駐車場を併設している。
当施設の開業以前は、1973年（昭和48年）に木更津駅東口前で開店した西友ストアーやダイエーが、地元百貨店のサカモトと共に木更津市の商業の中心であった。1977年（昭和52年）にはそごうがサカモトと資本提携して「サカモトそごう」を設立、1988年（昭和63年）3月には木更津そごう（現：アクア木更津）が開店した。
1982年（昭和57年）11月17日の当施設開業時には、朝日町から木更津町にかけて続く「さつき通り商店街」の裏手に立地するため、出店に際しては同商店街や木更津市の商業へ大きな影響が予測され、当施設や2000年（平成12年）12月1日に開店したアピタ木更津店などの影響で、木更津駅前などの中心商店街は閉店が相次いで空洞化した。
1982年（昭和57年）11月開業時の核店舗は「扇屋ジャスコ木更津店」であったが、1999年（平成11年）8月21日に扇屋ジャスコがジャスコに吸収合併され、扇屋の屋号が外れて「ジャスコ木更津店」になった。2011年（平成23年）3月1日にイオングループがGMSの名称をイオンに統一し、これに伴い「イオン木更津店」へ改称した。
核店舗の「イオン木更津店」は、2014年（平成26年）10月18日に木更津市築地に開業する「イオンモール木更津」へ移転して約1.5倍の規模で新装開店するため、同年8月31日に閉店した。「イオン木更津店」は、競合する商業施設の開業などで売上高が最盛期の2003年（平成15年）の約80パーセントに減少したものの、閉店時点の店舗面積は約9,300平方メートルと施設面積の3分の2を占有しており、売上高が最盛期の約3分の1へ激減して10年間連続赤字で閉店した初代のイトーヨーカドー市原店よりも健闘した。
「イオン木更津店」閉店後も約30の専門店などは、イオングループがショッピングセンターとして営業を継続し、同年11月14日には「イオン木更津店」跡地の1階にカスミが出店し「フードスクエアカスミ イオンタウン木更津朝日店」が開店した。
建物の2階部分は、木更津市役所が新庁舎建設に伴う仮庁舎として、窓口機能を必要とする市民部や福祉部、財務部、都市整備部、教育部などを移転させ、2015年（平成27年）9月24日から「朝日庁舎」として運用した。

## 沿革

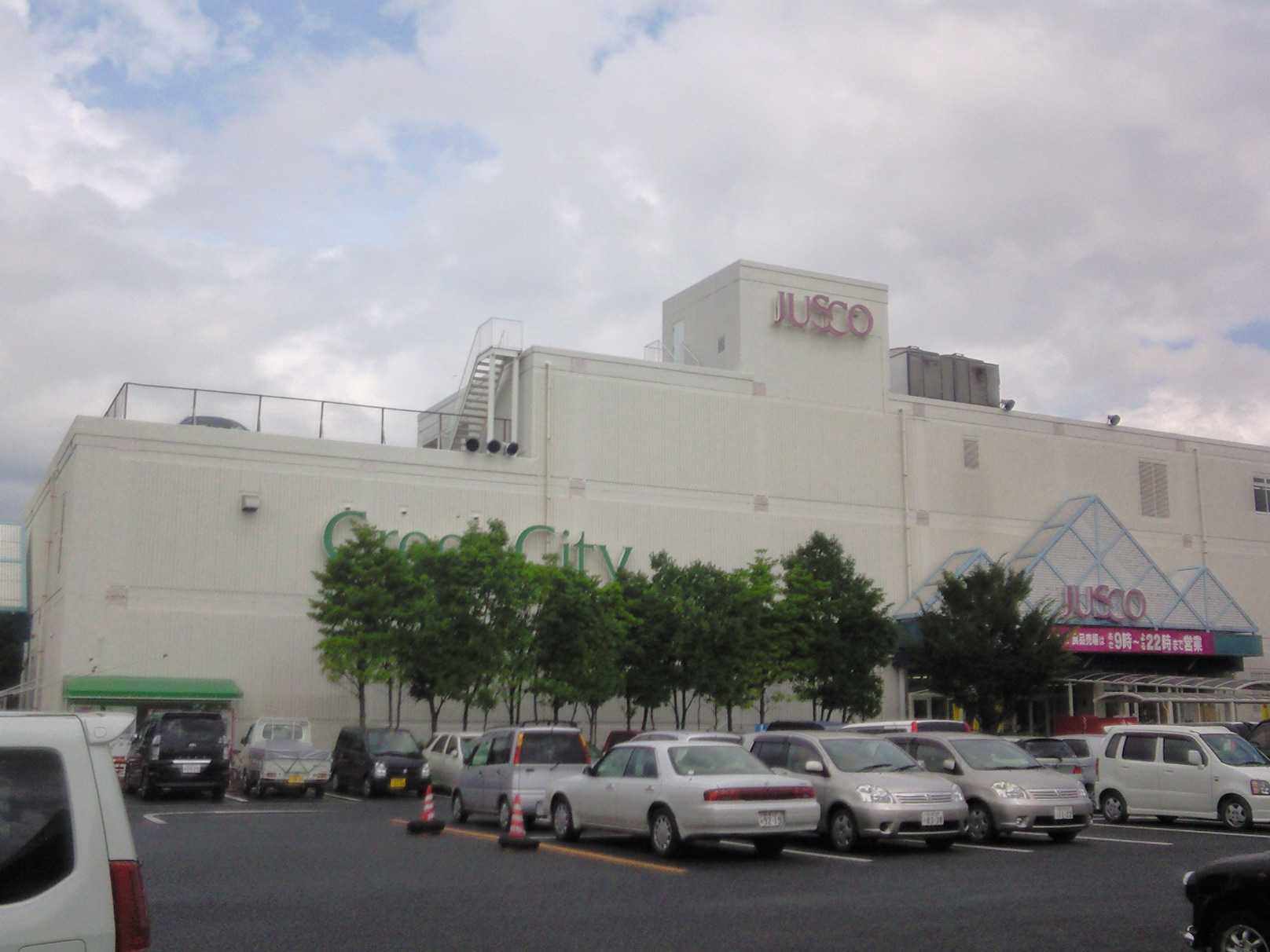
店名がジャスコの頃（2008年8月）

- 1977年（昭和52年）11月2日 -「株式会社木更津グリーンシティショッピングセンター」[1]を設立する[2]。
- 1982年（昭和57年）11月17日 - 「扇屋ジャスコ木更津店」を核店舗[5] として「木更津グリーンシティショッピングセンター」[1][2]を開業する。
- 1999年（平成11年）8月21日 -  扇屋ジャスコがジャスコに吸収合併され[13]、核店舗がジャスコ直営店の「ジャスコ木更津店」となる。
- 2011年（平成23年）3月1日 - イオングループがGMSの名称をイオンに統一し[14]、ジャスコ木更津店を「イオン木更津店」に改称[5]する。
- 2012年（平成24年）4月1日 -「株式会社木更津グリーンシティショッピングセンター」が、イオングループのイオンタウンに吸収合併され[3]、ショッピングセンターは「木更津グリーンシティショッピングセンター」から「イオンタウン木更津朝日」に改称[2]する。
- 2014年（平成26年）
  - 8月31日 - 「イオン木更津店」が閉店[5]する。
  - 10月18日 - 「イオンモール木更津」が木更津市築地に開業[8][17]し、移転する「イオン木更津店」が約1.5倍の規模で新装開店[5]する。
  - 11月14日 - フードスクエアカスミイオンタウン木更津店が開店[6]する。
- 2015年（平成27年）9月24日 - 2階部分へ木更津市役所の市民部、福祉部、財務部、都市整備部、教育部などが移転し[11][16]、仮庁舎「朝日庁舎」を開庁する。

## 店舗
全店舗の一覧と詳細情報は「」を参照。
営業時間は、専門店は10時 - 21時。店舗により一部異なる。営業時間の詳細と駐車場利用可能時間は公式サイトを参照。

## 交通アクセス

### シャトルバス

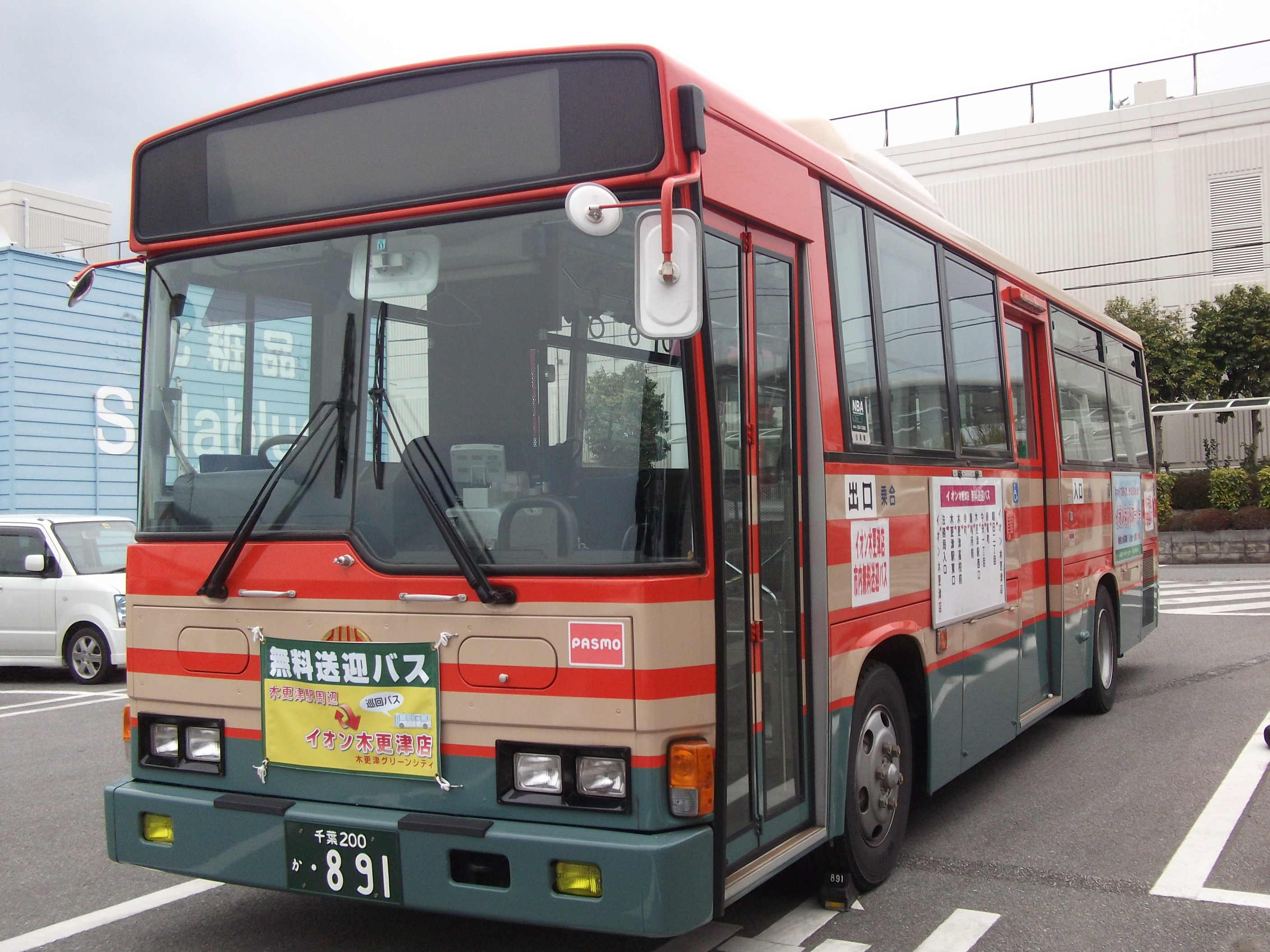
無料シャトルバスの車両

- 2010年（平成22年）11月21日より、無料シャトルバスが毎日運行される。運行は小湊鉄道に委託している。
  - イオンタウン木更津朝日 → 木更津駅東口 → 木更津高校 → 裁判所前 → 木更津駅西口 → イオンタウン木更津朝日

### 路線バス
- 木更津駅西口（2番のりば）より清見台団地行きで木更津市役所朝日庁舎下車。徒歩2分。
- 木更津駅西口（6番のりば）より巌根駅行き、袖ケ浦駅行きで朝日3丁目下車。徒歩2分。
- 巌根駅より木更津駅西口行きで朝日3丁目下車。徒歩2分。
- 袖ケ浦駅より木更津駅西口行きで朝日3丁目下車。徒歩2分。

## 外部サイト
- イオンタウン木更津朝日